# Fiat 508 CM
Der Fiat 508 CM oder 508 C Balilla „Torpedo Militare“ war ein italienisches Militärfahrzeug.

## Beschreibung
Es basierte wie sein von 1932 bis 1937 gebauter Vorgänger auf dem zivilen Mittelklassemodell 508 Balilla. Das Ispettorato della Motorizzazione (Inspektorat für Motorisierung) forderte ein leichtes Fahrzeug, speziell für den Einsatz in den italienischen Kolonien. Entsprechend den Anforderungen entstand der Fiat 508 CM. Das Fahrzeug erhielt eine höhere Bodenfreiheit als die Zivilversion und eine spezielle militärtaugliche Karosserie. Wie gefordert war das Fahrzeug preisgünstig, konnte eine hohe Geschwindigkeit auf der Straße (95 km/h) erreichen und war leidlich geländegängig. Der Fiat 508 CM hatte den Vierzylinder-Ottomotor Fiat 108C mit 30 PS (22 kW). Das Fahrzeug wurde von 1937 bis 1943 gebaut. Eine zweite Variante ist als Fiat 508 CMC (Coloniale) bekannt. Diese hatte einen 70-Liter-Tank und war rund 40 Kilo schwerer.